# Vlag van Nunavut

Vlag van Nunavut

Vlag van de commissaris van Nunavut

De vlag van Nunavut werd aangenomen op 1 april 1999, de dag dat dit Canadese territorium ontstond uit de Northwest Territories.
De vlag bestaat uit gouden en witte velden die verticaal worden verdeeld door een rode inuksuk met een blauwe ster rechtsboven. De kleuren blauw en goud werden gekozen om de "rijkdom van land, zee en lucht" te vertegenwoordigen, terwijl rood wordt gebruikt om Canada als geheel te vertegenwoordigen. De inuksuk, die de vlag verdeelt, is een traditioneel stenen monument dat wordt gebruikt om reizigers de weg te wijzen en heilige plaatsen te markeren. In de bovenste boog vertegenwoordigt de blauwe ster de Poolster (Niqirtsuituq), een belangrijk object vanwege zijn sleutelrol als navigatiebaken en als symbolische weergave van de wijsheid en het leiderschap van de ouderen van de gemeenschap.